# 東寧重砲兵連隊
東寧重砲兵連隊（とうねいじゅうほうへいれんたい）とは、大日本帝国陸軍が東寧県に駐屯させていた要塞攻撃用砲兵の連隊である。第二次世界大戦最後の1945年8月17日に、隊員ら300人以上が装備火砲とともに自爆して集団自決を図り、連隊長以下約200人が死亡した。

## 沿革
1940年（昭和15年）12月、東寧重砲兵連隊は、阿城重砲兵連隊を編成担任部隊として、当時日本の勢力下にあった満州国黒竜江省東寧で編成された。関東軍のうち第3軍直属の重砲兵部隊であり、仮想敵国のソビエト連邦との戦闘で主戦場に想定されていた満州東部国境方面の重要部隊であった。ソ連領への侵攻作戦に際して予想される強固な敵要塞・防御陣地の破壊を主任務とした。隷下3個大隊から成り、第1大隊と第2大隊は四五式二十四糎榴弾砲、第3大隊は七年式三十糎榴弾砲を装備していた。
1941年（昭和16年）12月の太平洋戦争勃発後も満州に残り、ソ連との開戦に備えて訓練を続けた。日本の敗色が濃厚となった1945年（昭和20年）4月には、東寧地区のほか図們地区と穆棱地区へ分散配置され、一部を本土決戦に向けて日本本土へ転用した。同年6月には第1大隊本部を解隊した。関東軍の戦力は太平洋方面への抽出により弱体化していたため、従来想定してきたソ連領侵攻作戦を行える状況ではなく、東寧重砲兵連隊も本来の任務とは逆の陣地防御戦闘の準備を進めた。
1945年8月9日のソ連対日参戦時にも第3軍直属で、連隊主力が第79師団（図們地区）、第3大隊主力（第6中隊欠）が第124師団（穆棱地区）、第1中隊と第6中隊が独立混成第132旅団（東寧地区）へそれぞれ配属された。第6中隊は陣地外にあった装備火砲を破壊のうえ独混第132旅団独立歩兵第761大隊などとともに東寧要塞の郭亮・匂玉陣地へ入るが、迫撃砲の直撃で中隊長が戦死するなど損害が続出して、ポツダム宣言受諾発表後の8月19日の脱出戦までにほとんど全滅した。第1中隊は独混第132旅団独歩783大隊など約1000人とともに東寧要塞の勝鬨陣地を守備して激戦を展開し、8月26日に第3軍の命令で停戦するまで防衛に成功した。第3大隊主力は穆棱西方に布陣して8月12日に対戦車戦闘で戦果を上げるが、火砲故障のため後退し、退却過程で多数の死傷者を出した。連隊主力は図們方面に敷かれた第3軍の主防衛線に参加したが、主に後方の朝鮮穏城郡南陽付近へ配置されたため、図們付近まで前方配備された第3中隊で8月16-17日の戦闘により5人戦死した以外は特に砲火を交えることなく停戦を迎えた。その後、連隊主力は次に述べるように集団自決を図って多数の死者を出した。

## 集団自決
東寧重砲兵連隊長の渡辺馨大佐は、日本のポツダム宣言受諾を知らされると部隊の集団自決を決定した。南陽の連隊主力では、連隊長による終戦の詔書奉読と訓示の後、決別の宴が催された。8月17日、連隊本部、第2大隊本部・第4中隊および連隊の移動用に配属されていた独立牽引車第15中隊の3グループに分かれて自爆による集団自決は決行された。南陽にいた部隊のうち第2中隊だけは中隊長が単独で先に自決していた影響で集団自決に参加しなかった。
連隊本部などの114人は黄色爆薬各30kgなどを積んだトラック12両に分乗して円陣を組むと、中央で連結された導火線に点火することで全車一斉爆破し、連隊長以下80人が死亡。第2大隊本部・第4中隊の132人は装備火砲の砲車に分乗してそれぞれ自爆を図ったが、2号車は不発だったため死者は第2大隊長飯田常雄少佐以下66人と半数であった。独立牽引車第15中隊の79人は砲兵トラクター5両とトラック1両に分乗して自爆し、うち46人が死亡した。事態を知った第79師団司令部から中止命令が出されたが、全体で325人が参加して192人が死亡する惨事となった。
なお、東寧重砲兵連隊のほか、同連隊の配属先だった第79師団では工兵第79連隊も2日後の8月19日に集団自決を図った。工兵第79連隊では下士官・兵らを帰国のため朝鮮半島へ脱出させた後に、本村太郎少佐以下の連隊本部の幹部5人が自決。さらに第3中隊は若年者などを帰国に向かわせたものの、残る加藤文平中尉以下約40人が水口浦西方高地で集団自爆して死亡した。

## 最終時の編制
- 連隊本部：渡辺馨大佐
- 第1大隊 - 本部は1945年6月解隊
  - 第1中隊：大野安正中尉 - 四五式二十四糎榴弾砲2門
  - 第2中隊：吾郷政一中尉 - 四五式二十四糎榴弾砲2門
- 第2大隊：飯田常雄少佐
  - 第3中隊：勝又忠光中尉 - 四五式二十四糎榴弾砲2門
  - 第4中隊： - 四五式二十四糎榴弾砲2門
- 第3大隊：
  - 第5中隊： - 七年式三十糎榴弾砲2門
  - 第6中隊：定光卓二中尉 - 七年式三十糎榴弾砲2門

## 連隊長
- 初代 中野良次 大佐：1940年12月2日 - 1941年10月15日[7]
- 2代 竹内善次 大佐：1941年10月15日[8] -
- 最終 渡辺馨 大佐：1943年2月15日 - 1945年8月17日自決[9]

## 関連文献
- 伊藤桂一 「野に薫る勇魂―東寧重砲兵聯隊の最後と勝鬨陣地の徹底抗戦」『新・秘めたる戦記』第2巻、光人社、1998年。